# Domenico Minio (vescovo di Caorle)
Domenico Minio (Burano, 6 marzo 1628 – Venezia, 5 giugno 1698) è stato un vescovo cattolico italiano.

## Biografia
Nasce a Burano nella prima metà del XVII secolo dalla famiglia patrizia veneziana dei Minio. A confermare questa appartenenza vi è il rinvenimento dello stemma episcopale del Minio, riportato da Gusso e Gandolfo, corrispondente a quello del ramo veneziano della famiglia.
Le notizie che di lui si hanno precedenti alla sua elezione a vescovo sono piuttosto scarne. Era canonico della cattedrale di Torcello, sotto la cui giurisdizione ecclesiastica l'isola di Burano rientrava, ed in seguito arcidiacono, vicario generale e capitolare della diocesi di Cervia.
Il 24 aprile 1684 fu nominato vescovo di Caorle da papa Innocenzo XI; succedette al vescovo Francesco Antonio Boscaroli dopo circa cinque anni di sede vacante. Fu consacrato il 1º maggio successivo a Roma dal cardinale Alessandro Crescenzi, cardinale presbitero di Santa Prisca. Come vescovo di Caorle è ricordato in particolare per l'ingente mole di documenti che ha lasciato per varie occasioni, inclusa una visita pastorale della diocesi. Grazie ad alcuni di questi documenti è stato possibile ricostruire l'organizzazione ecclesiastica del Capitolo della cattedrale fino al XIII secolo e risalire anche ad alcuni nomi di vescovi di età più antica. Alcuni di questi documenti sono riportati e trascritti nell'opera di Gusso e Gandolfo, Caorle Sacra. Nel 1685-1686 fece eseguire degli ulteriori restauri della cattedrale, e proibì ulteriormente, dopo i decreti del vescovo Benedetto Benedetti, che venissero effettuate sepolture all'interno dell'edificio e nel Battistero. Si deve, ad esempio, al vescovo Minio, nella sua visita del 1691, l'identificazione "tradizionale" dei personaggi ritratti nella Pala d'oro conservata in cattedrale, in particolare della seconda (San Daniele), della quarta (Santo Stefano protomartire) e della quinta (San Giovanni Battista). Inoltre, riporta con dovizia di particolari come la navata destra dell'antica chiesa dell'Angelo di Caorle fosse stata completamente demolita dalla furia del mare. Il 14 ottobre 1688 consacrò una chiesa dedicata a San Nicolò nella località di Porto Baseleghe, oggi nel territorio di San Michele al Tagliamento, che un tempo rappresentava il confine tra la diocesi di Caorle e quella di Concordia. Nel 1686 risulta anche una donazione fatta dal vescovo Minio al convento francescano di San Francesco del Deserto delle reliquie dei santi «Pio, Giuliano, Vittore & Teodoro» martiri.
Ma le cronache autografe del Minio ci trasmettono anche la figura di un pastore d'anime attento alla cura pastorale dei suoi fedeli. Riporta il Niero come, a motivo dell'affievolirsi della devozione mariana del rosario, il vescovo Minio avesse disposto la recita di una terza parte dei misteri tutti i sabati e domeniche, dopo la preghiera dei vespri, e che ogni seconda domenica del mese venisse celebrata una Messa all'altare della Madonna del Rosario, alla quale poi seguisse la processione sul sagrato della cattedrale della omonima confraternita.
Muore il 5 giugno 1698 a Venezia, nella parrocchia di San Pietro di Castello.

## Genealogia episcopale
La genealogia episcopale è:
- Cardinale Guillaume d'Estouteville, O.S.B.Clun.
- Papa Sisto IV
- Papa Giulio II
- Cardinale Raffaele Sansone Riario
- Papa Leone X
- Papa Paolo III
- Cardinale Francesco Pisani
- Cardinale Alfonso Gesualdo di Conza
- Papa Clemente VIII
- Cardinale Pietro Aldobrandini
- Cardinale Laudivio Zacchia
- Cardinale Antonio Barberini, O.F.M.Cap.
- Cardinale Alessandro Cesarini
- Cardinale Alessandro Crescenzi, C.R.S.
- Vescovo Domenico Minio